# Winker

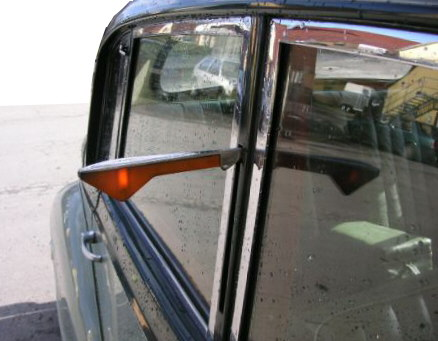
Winker an einem Fahrzeug der Marke Armstrong Siddeley, Baujahr 1954

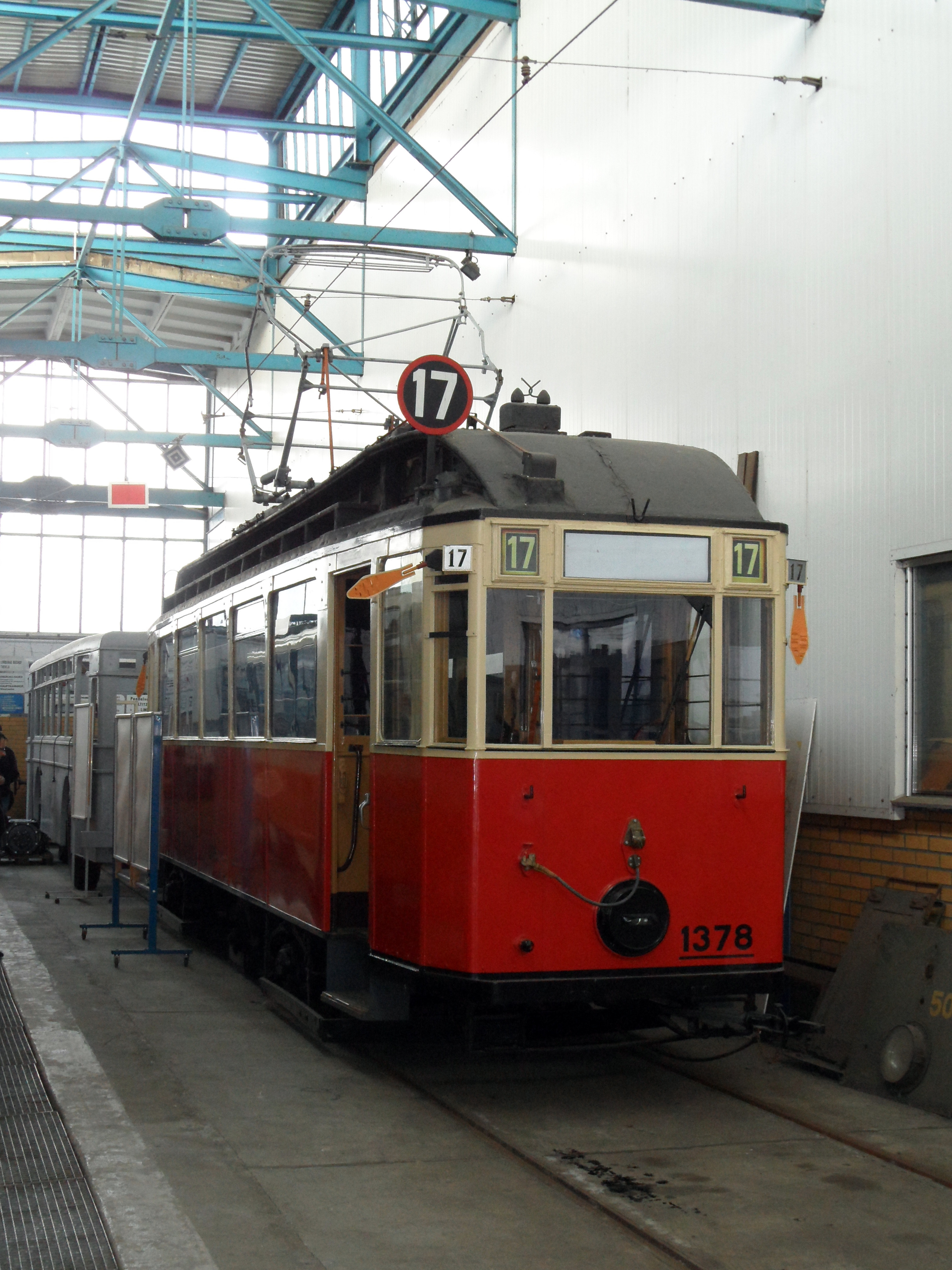
Historischer Leipziger Straßenbahntriebwagen mit Winkern

Winker oder Armwinker, in der Schweiz Zeiger, sind mechanische oder elektromagnetisch betriebene Fahrtrichtungsanzeiger an Kraftfahrzeugen oder Straßenbahnen; sie sind die Vorläufer des Blinkers. In der Bundesrepublik Deutschland waren sie bis 1961 an Neuwagen zugelassen.

## Geschichte
Bereits 1912 schlug die damalige Fuhrwerks-Berufsgenossenschaft gemeinsam mit der Allgemeinen Berliner Omnibus AG als technische Neuerung einen Fahrtrichtungsanzeiger vor. Die Berliner Verkehrspolizei prüfte damals sechs verschiedene Ausführungen, drei davon mit „Signale[n] an der Rückwand des Wagens […]. Sie bestehen aus einem oder zwei rotgestrichenen Signalen, die vom Führersitz aus gestellt werden, und zwar zum Beispiel nach links, wodurch den Hintermännern angezeigt werden soll, daß der Wagen nach links einbiegen will.“ Bei der dritten Variante sollte „die beabsichtigte Ablenkung, die Langsamfahrt, das Anhalten durch entsprechende Aufschriften, die bei der Dunkelheit beleuchtet sind, angedeutet werden“. Als günstiger erschien jedoch ein seitlich hervorstehender Signal-Arm, da ein solcher nicht von nachfolgenden Fahrzeugen verdeckt werden konnte. „Einer dieser Apparate soll dadurch wirksamer werden, daß der Signalarm nach seiner Einstellung noch schwingende Bewegungen macht und dadurch die Aufmerksamkeit noch mehr auf sich lenkt.“ Zu dieser Zeit gab es Fahrtrichtungsanzeiger nur an den Fahrzeugen der Berliner Feuerwehr, Polizeipräsident Traugott von Jagow wollte sie jedoch bei allen Automobilen einführen.
Die Berliner Kraftdroschkenbesitzer lehnten dies jedoch ab, unter anderem weil sie befürchteten, durch die Betätigung eines Fahrtrichtungsanzeigers abgelenkt zu werden. Daher wollten sie weiterhin mit einem seitlich ausgestreckten Arm eine Änderung der Fahrtrichtung signalisieren.
1922 konstruierte August Nagel einen funktionsfähigen, über Bowdenzüge bewegten Armwinker. Einen Gebrauchsmusterschutz für den Armwinker mit Gehäuse gab es 1924. Alfred Schwarz führte 1927 den ersten elektrisch pendelnden Winker ein. Robert Bosch baute 1925 den ersten elektrisch betriebenen und zusätzlich beleuchteten Fahrtrichtungsanzeiger. Auch dieser Winker, der sogenannte Autowink, schwang bei der Signalgebung auf und ab.
Mit § 54 Abs. 1 der Verordnung über die Zulassung von Personen und Fahrzeugen zum Straßenverkehr (Straßenverkehrs-Zulassungs-Ordnung, StVZO, RGBl. I Nr. 123/1937, S. 1215) vom 13. November 1937 wurden gelbrote Winker zur Anzeige von Fahrtrichtungsänderungen verbindlich vorgeschrieben.
In der Bundesrepublik Deutschland wurde gesetzlich vorgeschrieben, dass ab 1. Juli 1961 an „erstmals in den Verkehr kommenden“ sowie ab 1. Juli 1963 an „den anderen“ (d. h. an bereits im Verkehr befindlichen) Fahrzeugen über vier Meter Länge und 1,6 Meter Breite Blinkleuchten an Vorder- und Rückseite angebracht sind. Dafür wurden zahlreiche Umrüstsätze angeboten. Die nicht mehr benötigten Winker wurden ausgebaut und die Öffnungen mit passenden Abdeckungen verschlossen. Bei Oldtimern ist der Gebrauch des Winkers auch heute zulässig.
Im Luxemburgischen werden Fahrtrichtungsanzeiger nach wie vor Winker genannt. In der Schweiz heißen sie Zeiger, was sich auch auf „den Blinker stellen“ übertragen hat („den Zeiger stellen“). Im österreichischen und bayerischen Raum existiert für den Winker auch die Bezeichnung „Reimdeita“ (oder „Reibndeita“ beziehungsweise „Reibmdeita“), wobei Reim eine Dialektbezeichnung für Kurve ist und Deita von Deuter abgeleitet ist.
Zum Regeln des Verkehrs durch Aufsichtsorgane gibt es die sogenannte Winkerkelle.